# Puerto Edgardo
Puerto Edgardo (en inglés: Port Edgar) es una entrada de mar ubicada en la costa suroeste de la isla Gran Malvina, en las islas Malvinas. A través de dicha entrada, el lago Hammond desagüa en el estrecho de San Carlos. Se halla al sudoeste de Bahía Fox y al este del Monte Emery. Dentro del puerto se encuentra la ría Foca y el arroyo Malo.